# Shahar Zubari
Shahar Zubari, Hebreeuws: שחר צוברי, (Eilat, 1 september 1986) is een Israëlische windsurfer.
Zubari komt uit in de RS:X-klasse. Anno augustus 2008 vervult hij zijn militaire dienstplicht bij de Israëlische marine in Eilat. Het Israëlische leger heeft hem de status van 'buitengewoon atleet' verleend, waardoor hij in staat is om internationale wedstrijden bij te wonen.

## Beste prestaties
- 2007:  - Olympique Française, Hyères, Frankrijk
- 2007: 6e - EK, Cyprus
- 2007: 8e - WK, Cascais, Portugal
- 2008:  - WK, Auckland, Nieuw-Zeeland
- 2008:  - Olympische Zomerspelen 2008, Peking, China